# Astele
Astele is een geslacht van weekdieren uit de klasse van de Gastropoda (slakken).

## Soorten
- Astele armillata (Wood, 1828)
- † Astele boileaui Marwick, 1931
- Astele bularra Garrard, 1961
- Astele ciliaris (Menke, 1843)
- Astele monile (Reeve, 1863)
- Astele multigrana (Dunker, 1871)
- Astele punctocostata (A. Adams, 1853)
- Astele rubiginosa (Valenciennes, 1846)
- Astele scitula (A. Adams, 1855)
- Astele similaris (Reeve, 1863)
- Astele speciosa (A. Adams, 1855)
- Astele stenomphala E. A. Smith, 1898
- Astele subcarinata Swainson, 1855

### Synoniemen
- Astele allanae (Iredale, 1930) => Coralastele allanae Iredale, 1930
- Astele armillatum [sic] => Astele armillata (Wood, 1828)
- Astele bilix Hedley, 1905 => Calliobasis bilix (Hedley, 1905)
- Astele calliston Verco, 1905 => Callistele calliston (Verco, 1905)
- Astele ciliare => Astele ciliaris (Menke, 1843)
- Astele incertum => Calliostoma incertum (Reeve, 1863) => Sinutor incertus (Reeve, 1863)
- Astele multigranum => Astele multigrana (Dunker, 1871)
- Astele nobilis Hirase, 1922 => Calliostoma nobile (Hirase, 1922) => Omphalotukaia nobilis (Hirase, 1922)
- Astele pulcherrima (G. B. Sowerby III, 1914) => Coralastele pulcherrima (G. B. Sowerby III, 1914)
- Astele rubiginosum => Astele rubiginosa (Valenciennes, 1846)
- Astele subcarinatum => Astele subcarinata Swainson, 1855